# 科士达
深圳科士达科技股份有限公司（深交所：002518，简称：科士达，英语：Shenzhen Kstar Science & Technology Co.,Ltd.），是中国深圳证券交易所的一家上市公司，是一家总部位于中国大陆广东省深圳市的电力、电源产品高新技术制造企业。科士达主要生产数据中心关键基础设施产品、新能源光伏发电系统 等产品并在中国大陆内外 销售。
公司成立于1993年1，前身为福建霞浦科士达电子有限公司。历经17载，2010年公司创办人刘程宇带领科士达 (002518.SZ)在深交所成功上市。
2023年第三季度，公司总营收40.68亿元，同比增长48.51%；净利润6.92亿元，同比增长54.88亿元。

## 官方链接
- 深圳科士达科技股份有限公司 （页面存档备份，存于）